# سفارت بریتانیا در موگادیشو
سفارت بریتانیا در موگادیشو یک منطقهٔ مسکونی و نمایندگی سیاسی این کشور در سومالی است که در موگادیشو واقع شده‌است.